# Ngwevu

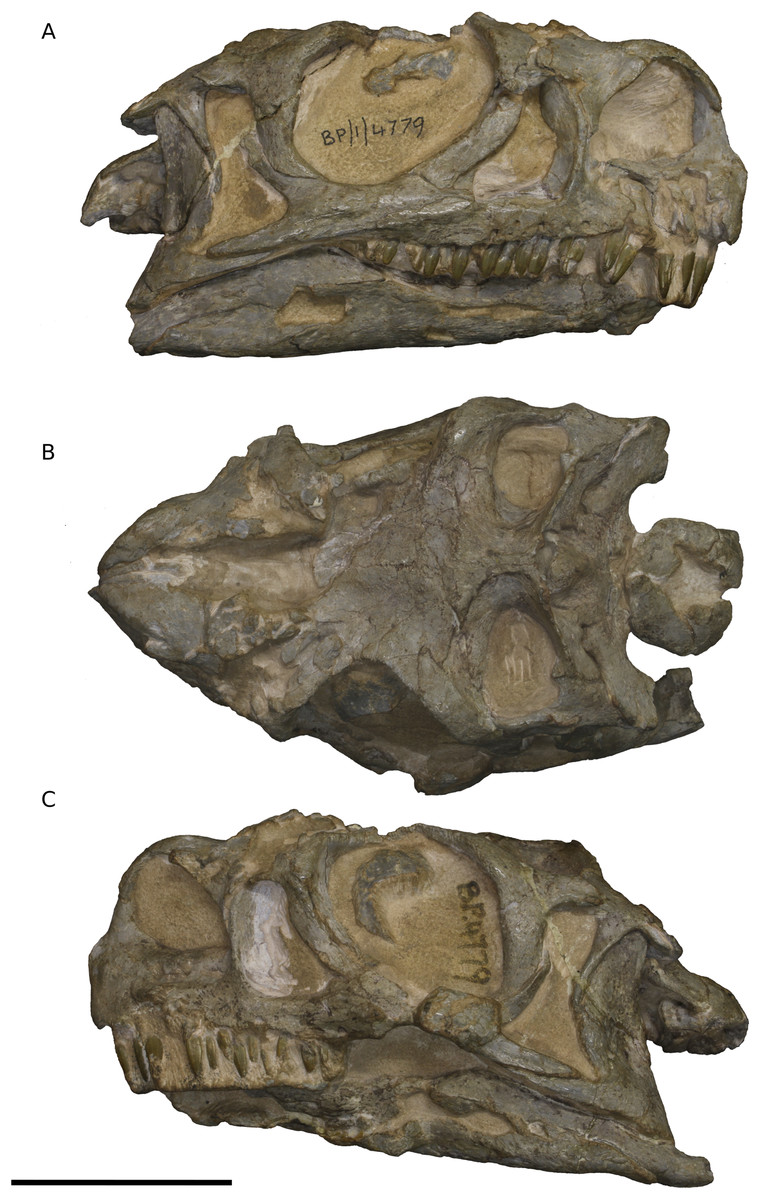
De schedel maakt een verfrommelde indruk

Ngwevu is de geslachtsnaam die gegeven is aan een fossiel van een basale sauropodomorfe dinosauriër uit de Jura van Zuid-Afrika. Andere onderzoekers zien het als een exemplaar van Massospondylus.
In 1978 vond James William Kitching op de boerderij Tevrede, in het gebied van de oude Oranje Vrijstaat (tegenwoordig Vrijstaat), in een laag van de Elliotformatie die dateert uit het Sinemurien een gaaf fossiel van een sauropodomorf. Het omvatte behalve de schedel en onderkaken ook het grootste deel van het postcraniaal skelet. Het specimen, BP/1/4779, kreeg de bijnaam de Grey Skull. In 1990 werd het toegewezen aan Massospondylus. Deze toewijzing werd in 2004 bevestigd door Hans-Dieter Sues et al. De schedel had op het eerste gezicht weliswaar een veel gedrongener profiel dan die van Massospondylus maar de vele vervormingen en verschuivingen van de schedelelementen leken het evident te maken dat het om een cranium ging dat zowel horizontaal als verticaal sterk samengedrukt was.
In 2019 echter namen Kimberley E.J. Chapelle, Paul M. Barrett, Jennifer Botha en Jonah N. Choiniere aan dat de schedel niet vervormd was en de afwijkende vorm dus wees op een nog onbekend taxon. Ze benoemden het nieuwe geslacht en soort Ngwevu intloko. In het Xhosa betekent ngwevu "grijs" en intloko "kop". Andere exemplaren met de kenmerken van Ngwevu zijn niet bekend.
Volgens de beschrijvers lijkt Ngwevu in algemene bouw sterk op Massospondylus maar is vooral de schedel veel robuuster, in de zin dat de botwanden dikker zijn in verhouding tot de schedellengte. Dat zou echter weer verklaard kunnen worden door een vermindering van die lengte door diagenetische compressie. Lastiger door samendrukking te verklaren is dat het jukbeen ook in de interne proporties een vrij hoog hoofdlichaam heeft.
In een kladistische analyse viel Ngwevu, binnen de Massospondylidae, uit als de zustersoort van Lufengosaurus in een klade die de zustergroep is van Massospondylus.